# 山瀬駅
山瀬駅（やませえき）は、徳島県吉野川市山川町西久保にある四国旅客鉄道（JR四国）徳島線の駅である。駅番号はB13。

## 歴史
- 1899年（明治32年） 12月23日：山崎駅として開業[1]。
- 1914年（大正3年）3月25日：山瀬駅に改称[1]。川島→神後（現・阿波川島駅）と同日。
- 1950年（昭和25年）3月29日：昭和天皇のお召し列車が5分間停車。駅前奉迎が行われた（昭和天皇の戦後巡幸）[3]。
- 1983年（昭和58年）4月1日：無人駅化[2]。
- 1987年（昭和62年）4月1日：国鉄分割民営化によりJR四国の駅となる[1]。

## 駅構造
相対式ホーム2面2線を有する地上駅。貨物ホームの跡が残る。
木造駅舎を持つ。無人化後出札口は板打され駅舎も荒れていたが、JR四国になってから改装されて小奇麗になった。
1983年（昭和58年）に無人化された。他の多くの四国の駅が簡易委託化されたにもかかわらず完全な無人駅となった。以降、現在まで無人駅のままである。2006年には「蜂須賀桜と武家屋敷の会」により蜂須賀桜の苗12本が植えられた。

### のりば
| のりば | 路線    | 方向 | 行先               |
| ------ | ------- | ---- | ------------------ |
| 1      | ■徳島線 | 上り | 鴨島・徳島方面     |
| 2      | ■徳島線 | 下り | 穴吹・阿波池田方面 |

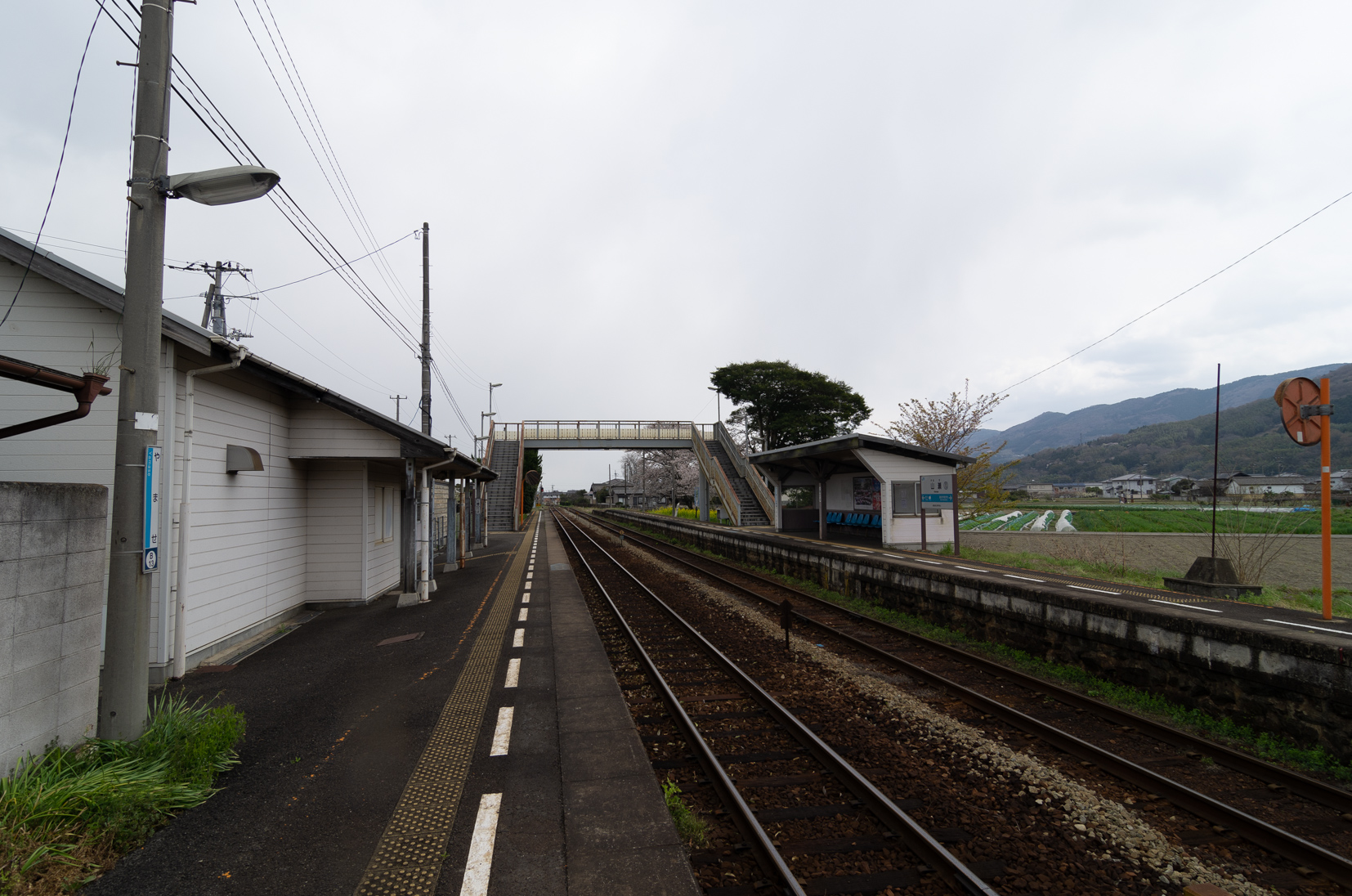
ホーム（2012年4月）

## 利用状況
『徳島統計書』による1日平均乗車人員は下記の通り。
| - 186人（1995年度） - 207人（1996年度） - 189人（1997年度） - 186人（1998年度） - 187人（1999年度） - 173人（2000年度） - 169人（2001年度） - 161人（2002年度） - 157人（2003年度） - 148人（2004年度） | - 144人（2005年度） - 146人（2006年度） - 141人（2007年度） - 162人（2008年度） - 144人（2009年度） - 142人（2010年度） - 140人（2011年度） - 134人（2012年度） - 137人（2013年度） - 128人（2014年度） |

## 駅周辺
山瀬は、元は麻植郡山瀬町の中心であったが、合併して山川町になってからは町役場が隣の湯立地区に出来たこともあり、やや寂れた存在となった。駅の周辺には古い民家が集中しているが、駅前広場の広さの割に駅前に商店などは見当たらず、また駅に向かう道もかなり狭い。
- 山瀬郵便局
- 山川東保育所
- 吉野川市立山瀬小学校
- 国道192号
- 徳島県道244号山川川島線
- 徳島県道245号二宮山川線
- 徳島県道246号仁賀木山瀬停車場線
- 徳島県道247号船戸山川線

## 隣の駅
四国旅客鉄道（JR四国）
■徳島線
■普通
学駅 (B12) - 山瀬駅 (B13) - 阿波山川駅 (B14)